# العلاقات السنغالية البيروية
العلاقات السنغالية البيروفية هي العلاقات الثنائية التي تجمع بين السنغال وبيرو.

## مقارنة بين البلدين
هذه مقارنة عامة ومرجعية للدولتين:
| وجه المقارنة                                              | السنغال                                              | بيرو                                   |
| --------------------------------------------------------- | ---------------------------------------------------- | -------------------------------------- |
| المساحة (كم2)                                             | 196.72 ألف                                           | 1.29 مليون                             |
| عدد السكان (نسمة)                                         | 15.85 مليون                                          | 32.16 مليون                            |
| الكثافة السكانية (ن./كم²)                                 | 80.57                                                | 24.93                                  |
| العاصمة                                                   | داكار                                                | ليما                                   |
| اللغة الرسمية                                             | لغة فرنسية، اللغة الولوفية، باديارا ‏، اللغة البلنتية | اللغة الإسبانية، اللغة الأيمرية، كتشوا |
| العملة                                                    | فرنك غرب أفريقي                                      | سول بيروفي جديد                        |
| الناتج المحلي الإجمالي (بليون دولار)                      | 16.37 مليار                                          | 211.39 مليار                           |
| الناتج المحلي الإجمالي (تعادل القوة الشرائية) بليون دولار | 36.62 مليار                                          | 393.13 مليار                           |
| الناتج المحلي الإجمالي الاسمي للفرد دولار أمريكي          | 899                                                  | 6.03 ألف                               |
| الناتج المحلي الإجمالي للفرد دولار أمريكي                 | 2.33 ألف                                             | 11.99 ألف                              |
| مؤشر التنمية البشرية                                      | 0.466                                                | 0.740                                  |
| رمز المكالمات الدولي                                      | +221                                                 | +51                                    |
| رمز الإنترنت                                              | .sn                                                  | .pe                                    |
| المنطقة الزمنية                                           | 00                                                   | توقيت بيرو، 00                         |

## منظمات دولية مشتركة
يشترك البلدان في عضوية مجموعة من المنظمات الدولية، منها:
| علم المنظمة | اسم المنظمة                                                | تاريخ انضمام السنغال | تاريخ انضمام بيرو |
| ----------- | ---------------------------------------------------------- | -------------------- | ----------------- |
|             | منظمة الشرطة الجنائية الدولية                              | ?                    | ?                 |
|             | منظمة التجارة العالمية                                     | ?                    | ?                 |
|             | العملية المشتركة للاتحاد الأفريقي والأمم المتحدة في دارفور | ?                    | ?                 |
|             | البنك الدولي للإنشاء والتعمير                              | 31 أغسطس 1962        | 31 ديسمبر 1945    |
|             | منظمة حظر الأسلحة الكيميائية                               | ?                    | ?                 |
|             | مؤسسة التنمية الدولية                                      | 31 أغسطس 1962        | 30 أغسطس 1961     |
|             | يونسكو                                                     | 10 نوفمبر 1960       | 21 نوفمبر 1946    |
|             | الاتحاد البريدي العالمي                                    | ?                    | ?                 |
|             | الأمم المتحدة                                              | 28 سبتمبر 1960       | 31 أكتوبر 1945    |
|             | المركز الدولي لتسوية المنازعات الاستشارية                  | 21 مايو 1967         | 8 سبتمبر 1993     |
|             | مؤسسة التمويل الدولية                                      | 31 أغسطس 1962        | 20 يوليو 1956     |
|             | الاتحاد الدولي للاتصالات                                   | 15 نوفمبر 1960       | 12 يوليو 1915     |
|             | وكالة ضمان الاستثمار متعدد الأطراف                         | 12 أبريل 1988        | 2 ديسمبر 1991     |
|             | الفريق المعني برصد الأرض                                   | ?                    | ?                 |

## وصلات خارجية
- موقع وزارة الخارجية السنغالية
- موقع وزارة الخارجية البيروفية